# Irácká revoluce 1958
Irácká revoluce z roku 1958 (také Revoluce ze 14. července) je označení pro svržení Iráckého království pod vládou dynastie Hášimovců a nastolení Irácké republiky. Revoluce vypukla vojenským státním převratem, který dne 14. července provedla Organizace nacionálních důstojníků pod velením Abdula Karima Kásima a Abdula Saláma Árifa. Po státním převratu následovalo vystoupení země z Arabské federace, kterou s Iráckým královstvím utvořilo Jordánské království v únoru 1958. 
Irácké království bylo od konce druhé světové války ve víru arabského nacionalismu. Docházelo k stále více protestům proti zahraničnímu vlivu v zemi (zejména západního vlivu, který byl upevněn podepsáním Bagdádského paktu v roce 1955). Vláda premiéra Núrího as-Saída, který byl v čele kabinetu s přestávkami od roku 1938, byla čím dál tím méně populární, a to zejména mezi armádními důstojníky. Ti kritizovali, že je vláda stále napojena na Brity, kteří Irák do roku 1932 spravovali coby mandátní území. Nelíbilo se jim ani vyslovení vládní podpory Britům při invazi do Egyptské republiky během suezské krize. Skupina důstojníků poté začala tajně konspirovat s cílem státního převratu. Za vzor si dali Hnutí svobodných důstojníků, které během egyptské revoluce v červenci 1952 svrhlo egyptského krále Farúka I. a jeho dynastii. Revolucionáři také vycházeli z panarabských pozic, které posílily v únoru 1958 vytvořením Sjednocené arabské republiky pod vedením Gamála Násira.
Během státního převratu byli z rozhodnutí Revolučního výboru popraveni král Fajsal II. a korunní princ (a současně Fajsalův regent) Abd al-Illáh, čímž došlo k zániku dynastie Hášimovců v Iráku. Premiér Núrí as-Saíd se pokusil uprchnout ze země, ale byl zadržen a zastřelen. Následně se Kásim stal premiérem a ministrem obrany, zatímco Árif místopředsedou vlády a ministrem vnitra. V březnu 1959 Irák vypověděl Bagdádský pakt a začal se sbližovat se Sovětským svazem.

## Pozadí
Mezi Iráčany se arabský nacionalismus šířil zejména mezi vzdělanou střední třídou. Poté, co v roce 1932 vzniklo Irácké království po ukončení britské mandátní správy, byl irácký vzdělávací systém nastaven panarabisty. Školy tak měly vychovávat sebevědomé a nacionálně uvědomělé Iráčany. V iráckém vzdělávacím systému se také pohybovali nacionální exulanti z okolních zemí (Sýrie a Palestiny), kteří zde získali azyl za svůj boj s francouzskou a britskou mandátní správou. Tím docházelo k šíření arabského nacionalismu a antiimperialistických nálad. Dlouholetý irácký premiér as-Saíd v duchu panarabismu usiloval o federaci arabských států tzv. úrodného půlměsíce, byl ovšem proti spojování do jednoho arabského státu. I proto přivedl Irák v roce 1944 do Ligy arabských států.
Během druhé světové války začali v Iráckém království posilovat příznivci arabského nacionalismu, kteří se postavili proti britskému imperialistickému vlivu v zemi. Příčinou mimo jiné bylo, že Britové během války Irák vojensky okupovali. Stažení britských vojsk se podařilo vyjednat až v roce 1947 s tím, že poslední vojáci opustili zemi v lednu 1948. Nicméně součástí dohody bylo, že Britové budou nadále v oblasti operovat, budou zasahovat do činnosti irácké armády a budou mít vliv na iráckou zahraniční politiku.
Kvůli druhé světové válce došlo k zásadnímu poklesu výkonu irácké ekonomiky. Navýšila se inflace a životní úroveň se razantně snížila. Ekonomiku se nedařilo obnovit také proto, že v ekonomických otázkách docházelo k častému sporu mezi premiérem as-Saídem a regentem Abdem al-Illáhem. Reformy tak nebyly možné. As-Saíd také usiloval o větší státní podíl ze zisků z irácké ropy, na kterou měla monopol Iraq Petroleum Company, společnost složená z konsorcia západoevropských a amerických těžařských firem. To se mu v roce 1950 podařilo za podmínky, že 70 % ze státního podílu na zisku bude složeno do infrastrukturního fondu, o jehož využití bude rozhodovat správní rada s polovičním zastoupením Evropanů a Američanů. To popudilo nacionalisty, vyvolalo nepokoje a posílilo protizápadní smýšlení.
V roce 1955 Spojené království a Spojené státy americké diplomaticky vyjednaly vznik Bagdádského paktu, ve kterém byly státy Irák, Írán, Pákistán a Turecko. Šlo o vojenskou obrannou alianci, kterou Britové a Američané sestavili v kontextu probíhající studené války jako hradbu proti šíření tzv. „světového komunismu“. Nacionalisté pakt odsoudili, a to i proto, že byl namířen i proti Egyptské republice, které vládli arabští nacionalisté a sloužila jako revoluční vzor podobným hnutím. Tento aspekt eskaloval v roce 1956, kdy během suezské krize a britsko-francouzsko-izraelské invaze do Egypta irácká vláda podpořila Brity, což nacionalisté považovali za zradu panarabismu a „zaprodání“ vlády západním mocnostem.
V únoru 1958 se Egyptská republika a Syrská republika spojily do Sjednocené arabské republiky pod dominancí Gamála Násira, který vyzval ostatní arabské země ke sjednocení. Irácké království, které neuvažovalo o spojení s revolučními republikami do jednoho státu, se tímto spojenectvím a výzvami cítilo ohroženo. I proto se jen několik dní poté spojilo s Jordánským královstvím do Arabské federace. Obě království byla ovládána Hášimovskou dynastií. V březnu 1958 Násirovu sjednocující výzvu přijalo Jemenské království a byla vytvořena konfederace Sjednocené arabské státy, jejíž propojení ovšem zůstalo spíše formální. V červnu 1958 došlo k pokusu o státní převrat v Libanonu, kde se Násirem podporovaní arabští nacionalisté pokusili svrhnout prozápadního prezidenta Camilla Chamouna, který se v téže době pokoušel protiústavně se ucházet o třetí funkční období. Irácký premiér as-Saíd se rozhodl poslat hmotnou pomoc pro libanonskou vládu a také – což se ukázalo jako osudné – rozhodl o vyslání irácké armády do Jordánska.

## Průběh převratu

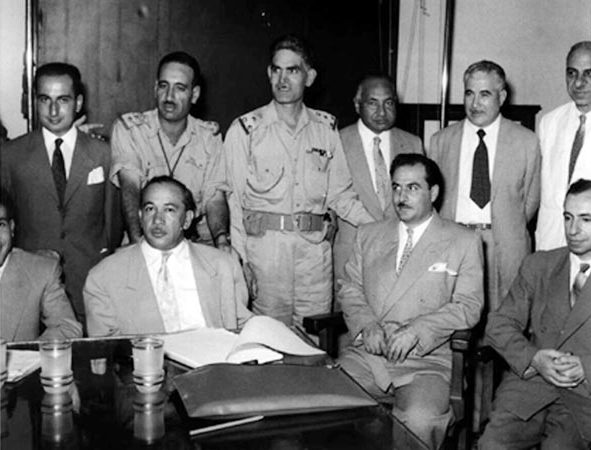
Představitelé irácké revoluce (14. červenec 1958)

Dne 14. července 1958 skupina armádních důstojníků, kteří se spojili v tajné organizaci nacionálně smýšlejících důstojníků, pod velením Abdula Karima Kásima provedla vojenský státní převrat. Během něj došlo k zabití krále, regenta i předsedy vlády, a tím ke svržení monarchie.
Organizace nacionálně smýšlejících důstojníků byla vytvořena dle vzoru egyptského Hnutí svobodných důstojníků, které v roce 1952 svrhlo tamní monarchii. Většina členů organizace byli sunnitští muslimové, kteří pocházeli ze střední třídy a prošli panarabským vzdělávacím systémem. Jelikož šlo o podzemní tajnou organizaci, okruh konspirátorů byl úzký a plánování převratu bylo v rukou Abdula Karima Kásima a Abdula Saláma Árifa. Pučisté, kteří se obávali, že i v případě úspěšného převratu, budou poté čelit armádám Bagdádského paktu, se pokoušeli vyjednat podporu Egypta. Násir ovšem přislíbil jen vágní morální podporu a na převratu se nepodílel.
Pučisté využili toho, že některé jejich jednotky byly odveleny do Jordánska, přičemž v trase transporu se nacházel Bagdád. To jim umožnilo se bez podezření přesunout až k hlavnímu městu. Krátce poté Árif a další pučisté vjeli do Bagdádu a chopili se ho. Již v ranních hodinách obsadili rozhlas a oznámili vypuknutí revoluce. Árif v projevu odsoudil imperialismus a obvinil vládu z kolaborace se zahraničními mocnostmi. Současně vyhlásil pád monarchie a vznik republiky, přičemž slíbil konání prezidentských voleb. Následně vyslal dvě jednotky do prezidentského paláce a do rezidence premiéra. Prezidentská stráž se vzdala bez boje, údajně na rozkaz regenta. Následně došlo k popravě zastřelením krále Fajsala II., korunního prince a regenta Abda al-Illáha a dvou princezen (regentovy matky a královy tety). Tím došlo k vymření irácké větve Hášimovské dynastie. Mezitím předseda vlády as-Saíd se dal na útěk a uprchl přeplaváním řeky Tigris. Pučisté jinak uspěli a chopili se vlády. Následně vypsali odměnu za chycení as-Saída ve výši deseti tisíc dinárů. Druhého dne byl spatřen na ulicích Bagdádu, jak se snaží uprchnout z města v dámské abáji. Následně byl zastřelen.
Árif současně v projevu uvedl, aby lidé pochytali zrádce vlasti. To vyvolalo násilné davové chování, které končilo rabováním a vražděním (také cizinců). Tělo regenta bylo jedním z davů vytaženo z paláce na ulici, zmrzačeno, znetvořeno a pověšeno z balkonu. Po příjezdu Kásima do města byl vyhlášen zákaz vycházení, čímž došlo k uklidnění situace.

## Dopady
Státní převrat byl tak rychlý a nečekaný, že dokonce zaskočil také Američany a CIA, kteří jinak v regionu disponovali spolehlivými informacemi. Ředitel CIA Allen Dulles byl přesvědčen, že převrat musel zorganizovat Násir, což také sdělil prezidentovi Dwightovi D. Eisenhowerovi. Dulles současně předvídal, že převrat vyvolá řetězovou reakci, která povede k pádu monarchií v Jordánsku, Saúdské Arábii a Íránu, což byly země, jejichž představitelé v té době ochotně spolupracovali s Američany.
Třináct dní po převratu byla přijata prozatímní ústava, která ustanovila republiku. Současně došlo k rozpuštění parlamentu. Irák byl chápán jako pevná součást panarabského světa a islám se stal státním náboženstvím. Exekutivní moc byla v rukou Revoluční rady, které předsedali tři muži, zástupce sunnitů, ší'itů a Kurdů. Dále se utvořila širší vláda, ve které měly zastoupení všechny hlavní politické proudy země (včetně strany Baas nebo marxistů).
V březnu 1959 Irák vystoupil z Bagdádského paktu a začal se spojovat se Sovětským svazem a dalšími zeměmi inklinujícími k socialismu nebo komunismu. Kásim na důkaz přátelství utužil politickou spolupráci s Komunistickou stranou Iráku.